# Дервишли
Дервишли (на гръцки: Προμαχώνας, Промахонас, катаревуса: Προμαχών, Промахон, до 1927 година: Διβερλή или Δεβερλή, или Δερβισλή, Дервишли) е бивше село в Република Гърция, в дем Кукуш, област Централна Македония.

## География
Селото е било разположено на 40 километра северно от град Кукуш (Килкис), северно от Дойранското езеро, в южното подножие на Беласица.

## История

### В Османската империя
В XIX век Дервишли е турско село в Дойранска каза на Османската империя. В „Етнография на вилаетите Адрианопол, Монастир и Салоника“, издадена в Константинопол в 1878 година и отразяваща статистиката на населението от 1873 година, Дарвишли (Darvichli) е посочено като село в Дойранска каза с 30 къщи и 73 жители мюсюлмани.
Според статистиката на Васил Кънчов („Македония. Етнография и статистика“) в 1900 година Дервишли има 110 жители турци.

### Гърция
В 1913 година след Междусъюзническата война селото попада в Гърция. Турското му население се изселва в Турция и на негово място са настанени гърци бежанци. През 1927 години селото е прекръстено на Промахон. В 1928 година селото е бежанско с 3 семейства и 12 жители бежанци.